# Michelle Stiekema
Michelle Stiekema (Haia, 21 de novembro de 1989) é uma jogadora de vôlei de praia neerlandesa.

## Carreira
Com Daniëlle Remmers o Campeonato Mundial de Vôlei de Praia Sub-21 em Blackpool terminando com o vice-campeonato.